# Anna Sophie Hedvig
Anna Sophie Hedvig er et skuespil af Kjeld Abell. Stykket havde premiere på Det Kgl. Teater nytårsaften 1938 med Clara Pontoppidan i titelrollen. Derudover medvirkede bl.a. Poul Reumert og Ebbe Rode.
Stykket begynder da et ungt par går ind i den forkerte lejlighed som følge af en strømafbrydelse i deres etageejendom. Her finder de hjemmet i opløsning og stuepigen sovende, men rejseklædt. Hun vågner og fortæller historien om hvordan hele familien har forladt lejligheden efter tilståelsen af et mord. Hun redegør for hvordan et ganske almindeligt menneske (Anna Sophie Hedvig) har været i stand til at slå en person ihjel, der tyranniserede sine omgivelser.
Stykket diskuterer det enkelte menneskes mulighed for at sætte sig op mod tyranner og taler således ind i tiden op til 2. verdenskrig.
Skuespillet blev udvalgt til Danmarks kulturkanon i 2006.